# Bite It Like a Bulldog
 (juillet 2013).
Si vous disposez d'ouvrages ou d'articles de référence ou si vous connaissez des sites web de qualité traitant du thème abordé ici, merci de compléter l'article en donnant les références utiles à sa vérifiabilité et en les liant à la section « Notes et références ».
Singles de Lordi
Beast Loose In Paradise Deadache
Pistes de Deadache
Girls Go Chopping Monsters Keep Me Company
Bite It Like A Bulldog est le onzième single du groupe Lordi. Ce fut le premier single de l'album Deadache.

## Chanson
1. Bite It Like a Bulldog - (3:28)

## Membres
Bite It Like a Bulldog fut enregistré par :
- Mr. Lordi: chant
- Kita: batterie
- Amen: guitare
- Ox: basse
- Awa: clavier